# Ваља Цупилор (Алба)
Ваља Цупилор (рум. Valea Țupilor) насеље је у Румунији у округу Алба у општини Могош. Oпштина се налази на надморској висини од 834 m.

## Становништво
Према подацима из 2002. године у насељу је живело 52 становника, од којих су сви румунске националности.